# Ratko Perić
brasão
Ratko Perić (Tuk perto de Bjelovar, Iugoslávia, 2 de fevereiro de 1944) é um clérigo católico romano croata e bispo emérito de Mostar-Duvno e administrador apostólico da Diocese de Trebinje-Mrkan na Bósnia e Herzegovina.
Ratko Perić foi ordenado sacerdote em 29 de junho de 1969 em Prisoj. Perić recebeu seu doutorado em teologia em 1971 pela Pontifícia Universidade Urbaniana de Roma. Foi então, entre outras coisas, professor da Pontifícia Universidade Gregoriana
Em 29 de maio de 1992, o Papa João Paulo II o nomeou Bispo Coadjutor de Mostar-Duvno. O arcebispo de Zagreb, Franjo Cardeal Kuharic, o consagrou bispo em 14 de setembro. Os co-consagradores foram o arcebispo da Cúria Josip Uhač e Pavao Žanić, bispo de Mostar-Duvno.
Com a renúncia relacionada à idade de Pavao Žanić em 23 de julho de 1993, ele o sucedeu como Bispo de Mostar-Duvno. Ao mesmo tempo, tornou-se Administrador Apostólico de Trebinje-Mrkan.
Como seu antecessor, ele é um crítico afiado das alegadas aparições marianas no local de peregrinação de Medjugorje e se recusou a reconhecê-lo como um santuário ou local de peregrinação.
Em 2 de abril de 1995, durante a Guerra da Bósnia, foi mantido refém em Mostar por dez horas até ser libertado pela intervenção do prefeito de Mostar e da Força de Proteção das Nações Unidas. Ele já havia sido vítima de um assalto em sua residência em Mostar no mês anterior.
O Papa Francisco aceitou sua aposentadoria como Bispo de Mostar-Duvno e Administrador de Trebinje-Mrkan em 11 de julho de 2020.